# Stenocereus
Stenocereus ist eine Pflanzengattung in der Familie der Kakteengewächse (Cactaceae). Der botanische Name leitet sich vom griechischen Adjektiv „στενός“ (stenos) für eng, schmal ab und verweist auf die relativ schmalen Rippen der Pflanzen.

## Beschreibung
Die Arten der Gattung Stenocereus wachsen baumähnlich oder strauchig, sind manchmal der Länge nach hinstreckt oder kriechen und bilden Dickichte oder haben manchmal gut ausgebildete Stämme. Die grünen, kräftigen Triebe sind zylindrisch und besitzen zahlreiche Rippen mit deutlich ausgeprägten, wolligen Areolen aus denen starke Dornen entspringen. Warzen können vorhanden sein oder fehlen.
Die trichter- oder glockenförmig Blüten öffnen sich meistens in der Nacht. Ihr Perikarpell ist mit zahlreichen, für gewöhnlich dornigen, Areolen besetzt.
Auf den kugel- bis eiförmigen, mehr oder weniger fleischigen Früchten sitzen Dornen. Sie sind bis zu 7,5 Zentimeter lang und reißen unregelmäßig auf. Der Blütenrest ist ausdauernd und fällt bei den meisten Arten erst kurz vor der Reife ab. Die Früchte enthalten große, leuchtend schwarze und für gewöhnlich glatte Samen.

## Systematik und Verbreitung
Stenocereus ist in den Trockengebieten im Südwesten der Vereinigten Staaten, in Mexiko, Mittelamerika, der Karibik, Venezuela und Kolumbien verbreitet.
Alwin Berger stellte Stenocereus 1905 als Untergattung von Cereus (Cereus subg. Stenocereus) auf. Vincenzo Riccobono erhob die Untergattung dann 1909 in den Rang einer Gattung. Die Typusart der Gattung ist Stenocereus stellatus.

### Systematik nach N.Korotkova et al. (2021)
Die Gattung umfasst die folgenden Arten:
- Stenocereus alamosensis (J.M.Coult.) A.C.Gibson & K.E.Horak
- Stenocereus beneckei (Ehrenb.) A.Berger & Buxb.
- Stenocereus chacalapensis (Bravo & T.MacDoug.) Buxb.
- Stenocereus chrysocarpus Sánchez-Mej.
- Stenocereus eruca (K.Brandegee) A.C.Gibson & K.E.Horak
- Stenocereus fricii Sánchez-Mej.
- Stenocereus griseus (Haw.) Buxb.
- Stenocereus gummosus (Engelm.) A.C.Gibson & K.E.Horak
- Stenocereus heptagonus (L.) Mottram
- Stenocereus huastecorum Alvarado-Sizzo
- Stenocereus humilis (Britton & Rose) D.R.Hunt
- Stenocereus kerberi (K.Schum.) A.C.Gibson & K.E.Horak
- Stenocereus laevigatus (Salm-Dyck) Buxb.
- Stenocereus martinezii (J.G.Ortega) Buxb.
- Stenocereus montanus (Britton & Rose) Buxb.
- Stenocereus pruinosus (Otto ex Pfeiff.) Buxb.
- Stenocereus queretaroensis (F.A.C.Weber) Buxb.
- Stenocereus quevedonis (J.G.Ortega) Buxb.
- Stenocereus standleyi (J.G.Ortega) Buxb.
- Stenocereus stellatus (Pfeiff.) Riccob.
- Stenocereus thurberi (Engelm.) Buxb.
  - Stenocereus thurberi subsp. littoralis (K.Brandegee) N.P.Taylor
  - Stenocereus thurberi subsp. thurberi
- Stenocereus treleasei (Rose) Backeb.
- Stenocereus yunckeri (Standl.) P.V.Heath
- Stenocereus zopilotensis Arreola-Nava & Terrazas

Synonyme der Gattung sind Rathbunia Britton & Rose (1909), Machaerocereus Britton & Rose (1920), Isolatocereus Backeb. (1942), Ritterocereus Backeb. (1942), Hertrichocereus Backeb. (1950), Marshallocereus Backeb. (1950), Griseocactus Guiggi (2012) und Griseocereus Guiggi (2012, nom. inval.).

### Systematik nach Anderson/Eggli (2005)
Zur Gattung gehören die folgenden Arten:
- Stenocereus alamosensis (J.M.Coult.) A.C.Gibson & K.E.Horak
- Stenocereus aragonii (F.A.C.Weber) Buxb. ≡ Marshallocereus aragonii (F.A.C.Weber) Backeb.
- Stenocereus beneckei (C.Ehrenb.) Buxb.
- Stenocereus chacalapensis (Bravo & T.MacDoug.) Bravo
- Stenocereus chrysocarpus Sánchez-Mej.
- Stenocereus eichlamii (Britton & Rose) Bravo = Marshallocereus aragonii (F.A.C.Weber) Backeb.
- Stenocereus eruca (Brandegee) A.C.Gibson & K.E.Horak
- Stenocereus fimbriatus (Lam.) Lourteig = Stenocereus heptagonus (L.) Mottram
- Stenocereus fricii Sánchez-Mej.
- Stenocereus griseus (Haw.) Buxb.
- Stenocereus gummosus (Engelm. ex Brandegee) A.C.Gibson & K.E.Horak
- Stenocereus kerberi (K.Schum.) A.C.Gibson & K.E.Horak
- Stenocereus laevigatus (Salm-Dyck) Buxb.
- Stenocereus martinezii (J.G.Ortega) Buxb.
- Stenocereus montanus (Britton & Rose) Buxb.
- Stenocereus pruinosus (Otto ex Pfeiff.) Buxb.
- Stenocereus queretaroensis (F.A.C.Weber ex Mathsson) Buxb.
- Stenocereus quevedonis (J.G.Ortega) Buxb.
- Stenocereus standleyi (J.G.Ortega) Buxb.
- Stenocereus stellatus (Pfeiff.) Riccob.
- Stenocereus thurberi (Engelm.) Buxb.
  - Stenocereus thurberi subsp. thurberi
  - Stenocereus thurberi subsp. littoralis (K.Brandegee) N.P.Taylor
- Stenocereus treleasei (Rose) Backeb.
- Stenocereus yunckeri (Standl.) P.V.Heath
- Stenocereus zopilotensis Arreola-Nava & Terrazas

Synonyme der Gattung sind Rathbunia Britton & Rose (1909), Machaerocereus Britton & Rose (1920), Ritterocereus Backeb. (1942), Hertrichocereus Backeb. (1950) und Marshallocereus Backeb. (1950).

## Botanische Geschichte
Paul V. Heath machte 1992 darauf aufmerksam, dass der durch Nathaniel Lord Britton und Joseph Nelson Rose ebenfalls 1909 publizierte Gattungsname Rathbunia Priorität vor dem Gattungsnamen Stenocereus habe, da er früher veröffentlicht wurde. Da der Gattungsname Stenocereus in der botanischen und gärtnerischen Literatur jedoch wesentlich bekannter war, unterbreiteten Nigel Paul Taylor und Arthur Charles Gibson 1994 den Vorschlag den Gattungsnamen Stenocereus zu bewahren und den Gattungsnamen Rathbunia zurückzuweisen. Dieser Vorschlag wurde 1999 auf dem Internationalen Botanischen Kongress in St. Louis bestätigt und fand Eingang in die im Jahr 2000 veröffentlichte  Neufassung des Internationalen Codes der Botanischen Nomenklatur.

## Nachweise

## Weiterführende Literatur
- Hernán Alvarado-Sizzo, Alejandro Casas, Fabiola Parra, Hilda Julieta Arreola-Nava, Teresa Terrazas, Cristian Sánchez: Species delimitation in the Stenocereus griseus (Cactaceae) species complex reveals a new species, S. huastecorum. In: PLoS ONE. Band 13, Nr. 1, 2018, e0190385 (doi:10.1371/journal.pone.0190385).
- Hernán Alvarado-Sizzo, Alejandro Casas, Antonio González-Rodríguez, Hilda Julieta Arreola-Nava, Teresa Terrazas: Clave dicotómica y distribución del complejo de especies de Stenocereus griseus (Cactaceae). – Revista mexicana de biodiversidad. Band 90, 2019, e902675 (online).